# Hassan Yazdani
Hassan Yazdani Cherati (em persa: حسن یزدانی چراتی; Juybar, 28 de dezembro de 1994) é um lutador de estilo-livre iraniano, campeão olímpico.

## Carreira
Yazdani competiu na Rio 2016, na qual conquistou a medalha de ouro, na categoria até 74 kg.